# 3M
A 3M Company, 2002 előtt Minnesota Mining and Manufacturing Company egy amerikai multinacionális ipari konglomerátum. A 3M több mint 55 000 féle terméket gyárt, köztük ragasztóanyagokat, csiszolóanyagokat, rétegelt műanyagokat, tűzvédő és tűzálló anyagokat, fogászati segédeszközöket, elektromos berendezéseket, áramköröket, filmnyersanyagot és logisztikai szoftvert. A cég 29 országban rendelkezik gyárakkal és 35 országban kutatóintézetekkel. A cég központjaiban és 132 gyárában 88 000-en dolgoznak. Éves bevétele meghaladja a 20 milliárd dollárt, amelynek több mint fele nemzetközi értékesítésből származik.

## Története
A céget a Felső-tó északi partján található Two Harbors városkában alapították 1902-ben. A 3M ezután a szintén minnesotai Duluthba költözött, a cég székhelye pedig 1906 óta Maplewood. A cég eredetileg köszörűkorongokat készített kőbányai nyersanyagából. A termékek minősége és piaci életképtelensége azonban arra ösztönözte a cégvezetést, hogy külön figyelmet szenteljenek a termékfejlesztésnek. Alapítása után tizenkét évvel a „minnesotai bányászati és könnyűipari vállalat” kifejlesztette az első saját termékét, a 3M Three-M-ite szövetanyagot. Szintén ekkor találták fel a vízálló dörzspapírt és az öntapadó papírszalagot. Hamarosan megszületett az azóta világhírűvé vált cellux [forrás?], az angolul Scotch tape-ként is ismert átlátszó műanyag ragasztószalag.  1929-ben a 3M megkezdte a nemzetközi terjeszkedést, és az európai üzletfejlesztésre megalapította a Durexet. Szintén 1929-től lehet a cég részvényeivel kereskedeni. 1946-ban a 3M értékpapírjai bekerültek a New York-i tőzsdére.
A 3M részvényei azóta bekerültek a Dow Jones Ipari Átlag harminc céget tömörítő részvénykosarába és a vállalat szerepel a Standard & Poor legnagyobb vállalatokat felsoroló S&P 500 listán - 2006-ban a 101. helyen.

### Alapítása
A 3M-et Henry S. Bryan, Herman W. Cable, John Dwan, William A. McGonagle és Dr. J. Danley Budd alapította 1902-ben. Az eredeti terv szerint a cég korund köszörűk beszállításával foglalkozott volna a keleti-part ipari központjai számára. Az első köszörűszállítmányt 1902. június 13-án adták át a megrendelőnek, és ezen felbuzdulva John Dwan felső-tó-parti irodájában megalapították a Minnesota Mining and Manufacturing céget. Ám Dwan és társai nem tudták, hogy a termékük csupán anortozit, egy teljesen értéktelen ásvány.
Mivel anortozitból nem lehetett smirglit készíteni, inkább spanyolországi gránátot importáltak és a dörzspapír értékesítése szárnyra kapott. 1914-ben azonban az ügyfelek arra panaszkodtak, hogy a gránátszemcsék leperegtek a smirgliről. Kiderült, hogy a tengeri szállítás közben a gránátba olívaolaj szivárgott. Mivel a cég nem engedhette meg magának, hogy szemétbe dobja a gránátszállítmányt, valamit ki kellett találni. A 3M első kutatás-fejlesztési programja kiderítette, hogy az olívaolajat tűzzel ki lehet pörkölni az ásványból.
1916-ban William L. McKnight vezérigazgató hasonlóan ötletes módon mentette meg a céget a pénzügyi bukástól, és 500 dolláros kezdőtőkével megalapították a 3M első kutatóintézetét.

### Növekedése

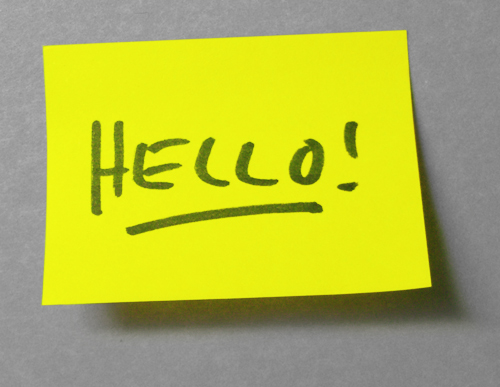
Egy post-it

A cég korai innovációi közé tartozik a vízálló smirgli, az öntapadó papírszalag, a celofánalapú „Scotch tape” ragasztószalag és a gépjárművek hangszigetelő anyagai. A 3M bevételének közel negyede az újonnan feltalát termékek után származik.[forrás?]
A második világháborút követően a 3M számos gyárat nyitott Amerika-szerte. Az 1950-es években a hazai gyárakat kanadai, mexikói, franciaországi, németországi, ausztráliai és egyesült királyságbeli gyárak követték. 1951-ben a cég nemzetközi forgalma elérte a 20 millió dollárt. Az amerikai menedzsment intézet szerint a 3M az öt legjobban vezetett amerikai vállalat egyike, és részvényei is erős növekedésre számíthatnak.
Az 1960-as évek végén és az 1970-es évek elején a 3M több társasjátékot is készített felnőttek számára. A társasjáték részleget 1975-ben eladták az Avalon Games cégnek, amelyet később a Hasbro vásárolt fel. Szintén a hetvenes években készítette el a cég az egyetlen közlekedési lámpáját, az M-131-et, amelyet különleges kereszteződésekhez terveztek. A nehéz és komplikált eszközöket a mai napig gyártják.
Az 1970-es években a 3M Minicom részlege számos magnetofont és videómagnót készített ipari és stúdió célokra, többek között az első digitális hangfelvevők egyikét.
Az 1980-as években megjelent a Post-it jelölőcímke. 1996-ban a cég adattárolási és képalkotási részlegét leválasztották, és létrejött az Imation Corporation.

## Tevékenysége
A 3M bevételei számos iparágból származnak:
- Ipar és szállítás
- Egészségügy
- Optikai rendszerek, fényjelző készülékek
- Irodatechnika
- Biztonságtechnika
- Elektronika, távközlés, villamos berendezések